# Lactarius luridus
Lactarius luridus är en svampart som först beskrevs av Christiaan Hendrik Persoon, och fick sitt nu gällande namn av Samuel Frederick Gray 1821. Lactarius luridus ingår i släktet riskor och familjen kremlor och riskor.  Arten är reproducerande i Sverige. Inga underarter finns listade i Catalogue of Life.

## Bildgalleri

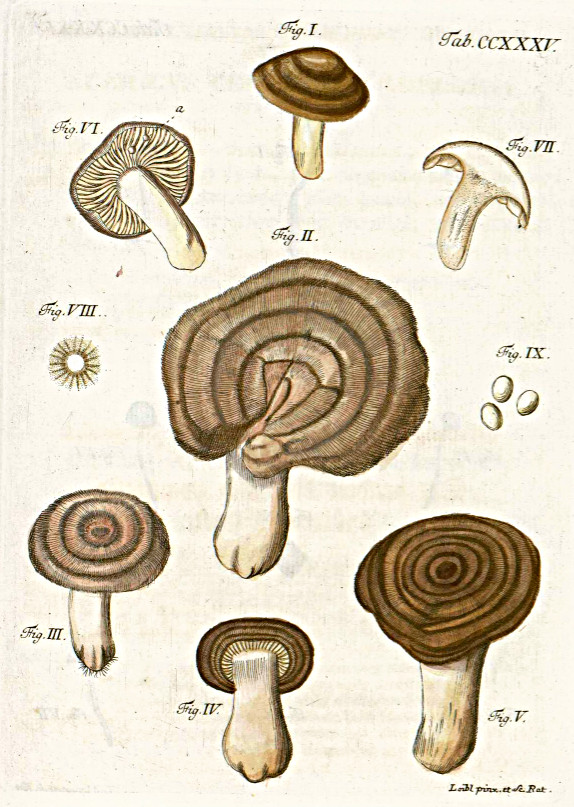
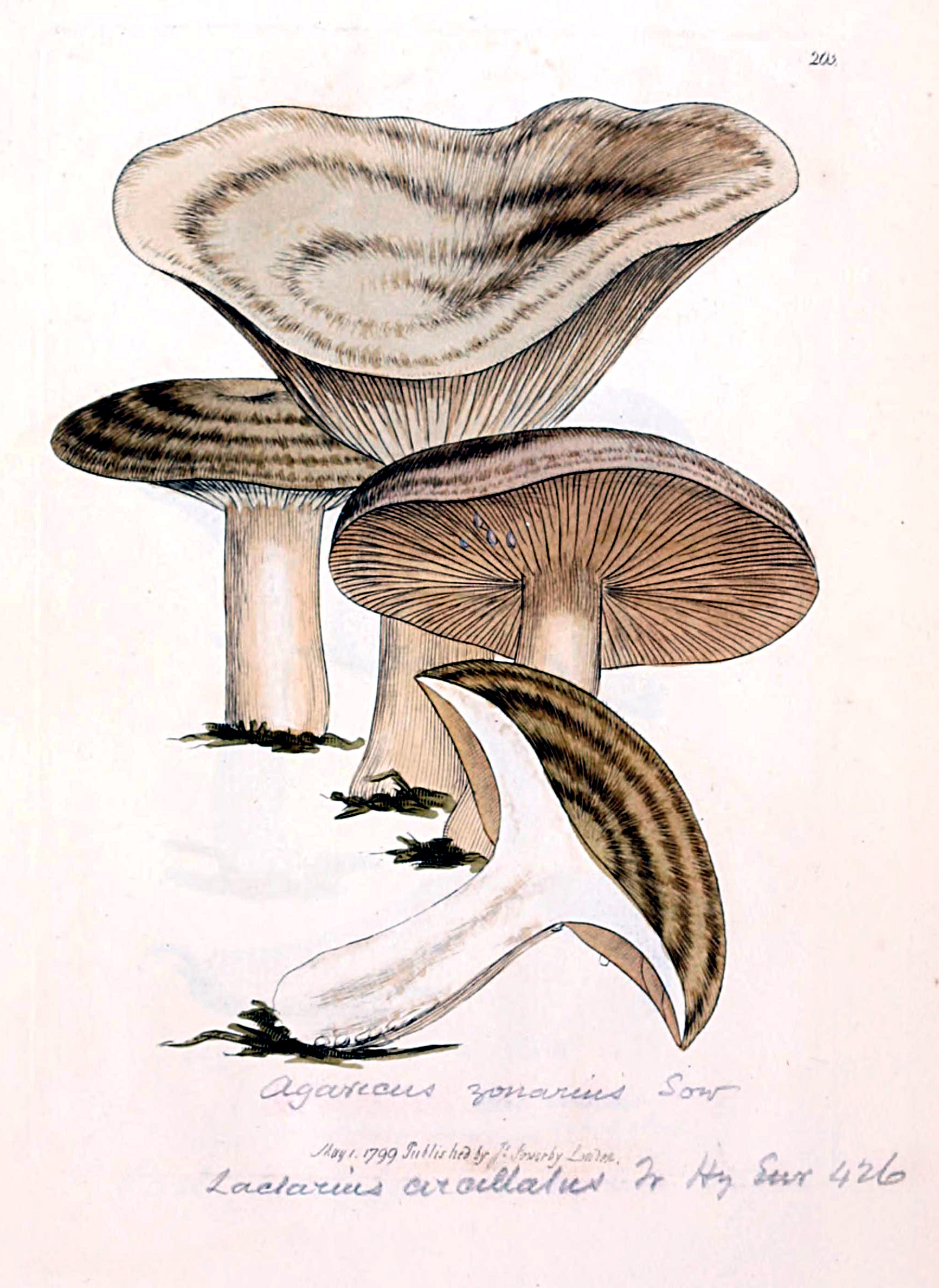
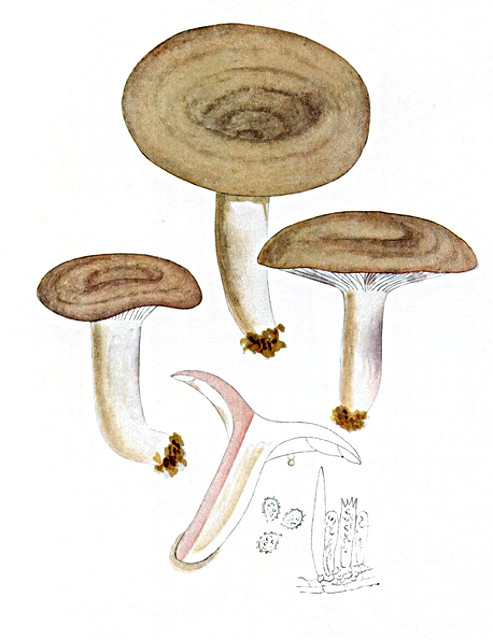